# 良乡大学城站
良乡大学城站是一个位于中国北京市房山区拱辰街道长虹路，属于北京地铁房山线的地铁车站。

## 位置
这个站位于北京市房山区长虹东路上，地处长虹东路（东西向）与学园北街、学园南街（南北向）交汇处东侧，呈东西走向。

## 结构

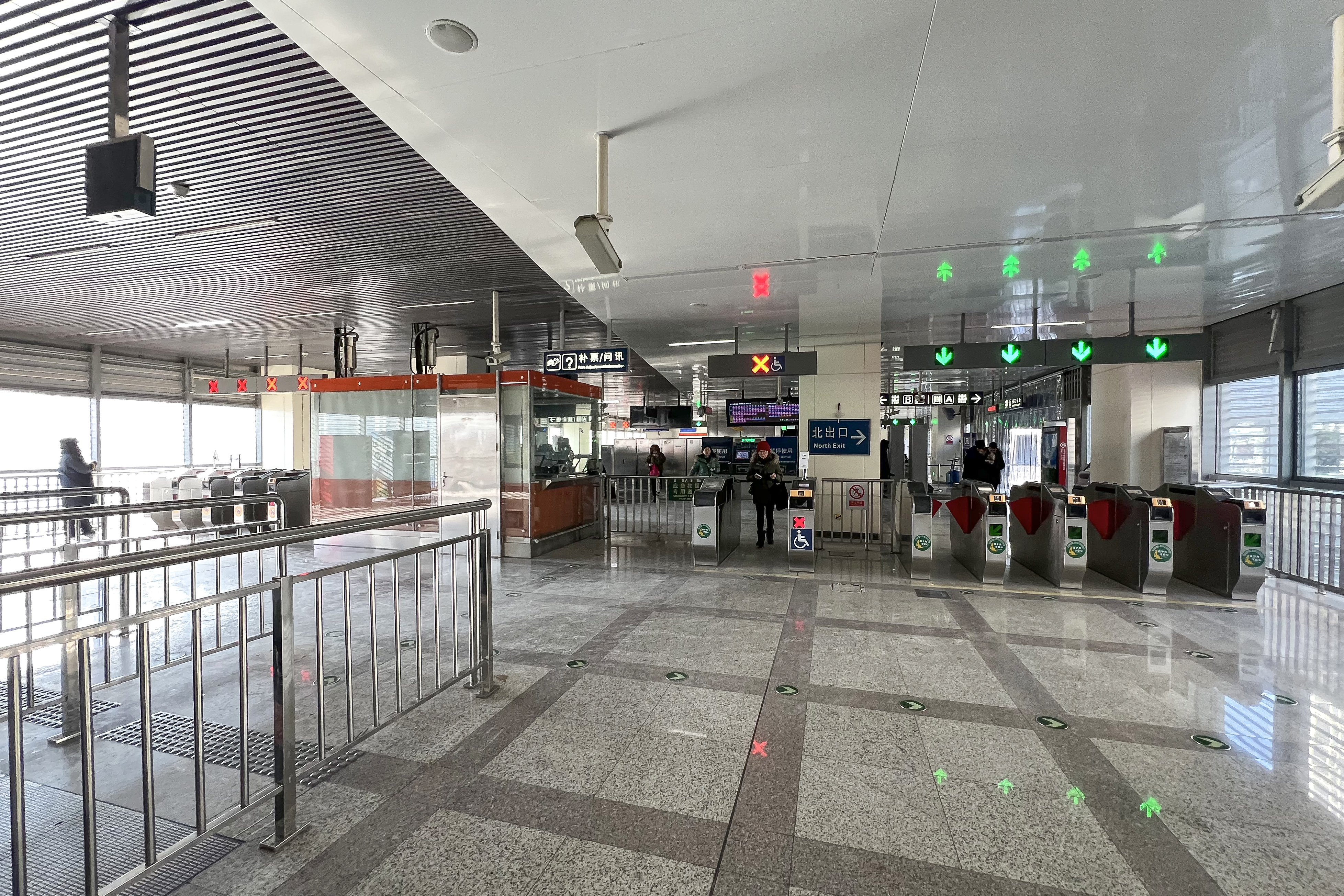
站厅层，同样采用黑灰拼色天花板

该站为高架车站，岛式站台设计，其屋顶为黑灰两色各占一半，与房山线其他高架车站不同。
| 地上三层 站台层 |                                  | █ 房山线非跨线车往东管头南／跨线车往国家图书馆 ( █ 9号线) （良乡大学城北） |
| 地上三层 站台层 | 岛式站台，左側開門               |                                                                            |
| 地上三层 站台层 | █ 房山线往阎村东（良乡大学城西） |                                                                            |
| 地上二层 站厅层 | 站厅                             | 票务服务、自动售票机、一卡通充值                                           |
| 地面            | 出入口                           | A-B出入口                                                                  |

站台两端设有主题艺术墙《数理空间》和《科技奇想》。《数理空间》以尺规为主体，辅以莱布尼茨交错级数、质能方程、三角函数不定积分、硝酸制备方程等理工科常用算式；《科技奇想》则为一个大键盘和“FUNHILL”七个按键的组合（FUNHILL为房山区政府2009年为打造房山中央休闲购物区而设计的品牌标识）。两面艺术墙的独特设计展现出大学城区域在教育和文化上的优良传承。
- 站台主题艺术墙《数理空间》
- 站台主题艺术墙《科技奇想》

## 出入口
|                           |                  |                                                                                 |      |            |  |
| 编号                      | 指示             | 建议前往的目的地                                                                | 图片 | 无障碍设施 |  |
| 出口 · A · 1 · 升降机标志 | 长虹东路（北侧） | 学园北街、理工睿府、北京时代广场、北京理工大学良乡校区                          |      |            |  |
| 出口 · A · 2              | 长虹东路（北侧） | 致美北街、卓秀北街、远洋新仕界、北京理工大学附属实验学校                        |      | 不適用     |  |
| 出口 · B · 1 · 升降机标志 | 长虹东路（南侧） | 致美南街、卓秀北街、首创紫悦台                                                  |      |            |  |
| 出口 · B · 2              | 长虹东路（南侧） | 学园南街、旭辉E天地、燕保大学城家园、首都师范大学良乡校区、北京工商大学良乡校区 |      | 不適用     |  |
| 註： 設有                 |                  |                                                                                 |      |            |  |